# Star X Speed Story
Star X Speed Story es el álbum debut del guitarrista británico Jacky Vincent. El álbum fue lanzado el 22 de octubre de 2013 a través de Shrapnel Records y consiste de 13 canciones.

## Listado de canciones
Todas las canciones fueron compuestas por Jacky Vincent

| N.º | Título                                    | Duración |  |
| 1.  | «Maybe I Am a Wolf»                       | 2:49     |  |
| 2.  | «Venom Love»                              | 3:25     |  |
| 3.  | «Star X Speed (con Michael Angelo Batio)» | 4:19     |  |
| 4.  | «Without You»                             | 4:05     |  |
| 5.  | «Heaven Or Hell (con Paul Gilbert)»       | 5:02     |  |
| 6.  | «Neo Concerto»                            | 3:44     |  |
| 7.  | «If You Were Mine»                        | 4:59     |  |
| 8.  | «Runaway Tryst»                           | 3:47     |  |
| 9.  | «The Tempest»                             | 1:23     |  |
| 10. | «Fatal Envy»                              | 3:47     |  |
| 11. | «Burning Tears (con Dario Lorina)»        | 3:59     |  |
| 12. | «Sidescroller»                            | 6:02     |  |
| 13. | «I Can Never Go Home (Reprise)»           | 6:32     |  |

## Personal
Primario
- Jacky Vincent - guitarra, compositor, teclados, productor

Adicional
- Paul Gilbert - guitarra en Heaven Or Hell
- Michael Angelo Batio - guitarra en Star X Speed
- Dario Lorina - guitarra en Burning Tears
- Ryan Seaman - batería
- Ron Ficarro - bajo

Producción
- Mike Varney - productor exclusivo
- Kelly Cairns - edición de batería
- Jason Constantine - producción adicional, ingeniero, masterización, mezclado